# Dombóvári járás
A Dombóvári járás Tolna vármegyéhez tartozó járás Magyarországon, amely 2013-ban jött létre. Székhelye Dombóvár. Területe 509,02 km², népessége 32 333 fő, népsűrűsége pedig 64 fő/km² volt 2013. elején. 2013. július 15-én egy város (Dombóvár) és 15 község tartozott hozzá.
A Dombóvári járás 1983, a járások általános megszüntetése előtt is létezett. Székhelye az állandó járási székhelyek kijelölésétől (1886) kezdve Tamási volt, 1895-ben viszont a Tamási járás különvált, ettől kezdve a Dombóvári járás székhelye Dombóvár volt a megszűnéséig, 1974-ig.

## Települései
| Település    | Rang (2013. július 15.) | Közös hivatal | Kistérség (2013. január 1.) | Népesség (2013. január 1.) | Terület (km²) |
| ------------ | ----------------------- | ------------- | --------------------------- | -------------------------- | ------------- |
| Dombóvár     | járásszékhely város     | Dombóvár      | Dombóvári                   | 19 067                     | 78,48         |
| Attala       | község                  | Kapospula     | Dombóvári                   | 837                        | 20,64         |
| Csibrák      | község                  | Kurd          | Dombóvári                   | 294                        | 14,62         |
| Csikóstőttős | község                  | Dalmand       | Dombóvári                   | 852                        | 17,7          |
| Dalmand      | község                  | Dalmand       | Dombóvári                   | 1 259                      | 48,77         |
| Döbrököz     | község                  | Döbrököz      | Dombóvári                   | 2 026                      | 43,13         |
| Gyulaj       | község                  | Kurd          | Dombóvári                   | 1 048                      | 70,82         |
| Jágónak      | község                  | Döbrököz      | Dombóvári                   | 257                        | 15,4          |
| Kapospula    | község                  | Kapospula     | Dombóvári                   | 901                        | 19,8          |
| Kaposszekcső | község                  | Döbrököz      | Dombóvári                   | 1 504                      | 15,62         |
| Kocsola      | község                  | Dalmand       | Dombóvári                   | 1 303                      | 33,34         |
| Kurd         | község                  | Kurd          | Dombóvári                   | 1 182                      | 31,19         |
| Lápafő       | község                  | Dombóvár      | Dombóvári                   | 169                        | 9,31          |
| Nak          | község                  | Kapospula     | Dombóvári                   | 602                        | 27,78         |
| Szakcs       | község                  | Dombóvár      | Dombóvári                   | 880                        | 55,79         |
| Várong       | község                  | Dombóvár      | Dombóvári                   | 152                        | 6,63          |